# Yevgueni Baréyev
Yevgueni Ilguízovich Baréyev (en ruso: Евгений Ильгизович Бареев Yemanzhelinsk URSS, 21 de noviembre de 1966) es un Gran Maestro Internacional de ajedrez ruso.
En abril de 2007, en la lista de la FIDE, ocupa el puesto 67.º del mundo con un Elo de 2643 y número de 16.º de Rusia.
Baréyev alcanzó la 3.ª posición en el mundo, detrás de Gari Kaspárov y Anatoli Kárpov, y en octubre de 2003, era cuarto en la clasificación mundial, con un ELO de 2739.
Baréyev fue campeón del mundo sub-16, en 1982 demostrando su talento juvenil internacionalmente. 
Su participación más notable en Campeonatos Mundiales fue en Dortmund en 2002, donde perdió en la semifinal frente Veselin Topalov. 
Baréyev fue miembro del equipo nacional ruso en dos olimpíadas de ajedrez, en 1994 y 1996. 
En el 2002, logró su mayor éxito, al ganar el Torneo Corus de ajedrez, en Wijk aan Zee, Holanda. En este acontecimiento sumó 9 de 13 puntos, por delante de jugadores de la élite como Aleksandr Grishchuk, Michael Adams, Aleksandr Morozévich, y Péter Lékó. 
En su duelo contra una máquina de ajedrez, en enero de 2003, Baréyev jugó contra el programa de ajedrez HIARCS, 4 partidas:las cuatro fueron tablas.
En el torneo Enghien-les-Bains jugado en Francia, en 2003, Baréyev terminó en primer lugar. 

## Cuartos de final
| Jugador | R1 | R2 | R3 | R4 | R5 | R6 | Total              |
| ------- | -- | -- | -- | -- | -- | -- | ------------------ |
| Baréyev | =  | 1  | =  | 1  | 0  | =  | 3, 5 (clasificado) |
| Polgár  | =  | 0  | =  | 0  | 1  | =  | 2, 5 (eliminada)   |